# Snögräsmossa
Snögräsmossa (Sciuro-hypnum glaciale) är en bladmossart som först beskrevs av Wilhelm Philipp Schimper, och fick sitt nu gällande namn av Mikhail Stanislavovich Ignatov och Huttunen. Snögräsmossa ingår i släktet nordgräsmossor, och familjen Brachytheciaceae. Enligt den finländska rödlistan är arten sårbar i Finland. Arten är reproducerande i Sverige. Artens livsmiljö är våtmarker i fjällen (myrar, stränder, snölegor).